# Ampelocissus spicifer
Ampelocissus spicifer là một loài thực vật hai lá mầm trong họ Nho. Loài này được (Griff.) Planch. miêu tả khoa học đầu tiên năm 1887.